# 红升水库
红升水库是中国辽宁省抚顺市新宾满族自治县境内的一座水库，位于红河支流苏子河上，建于1976年。水库正常库容为2980万立方米，集雨面积为79平方千米，海拔为372.55米。